# BRAAAM
BRAAAM（A的数量不固定，可以用小写字母书写）是一段低沉而又响亮的音效，在2010年代动作类电影的预告片中得到普及。有说法认为这段音效起源于2010年的电影《盗梦空间》，不过这种说法目前存在争议。

## 描述

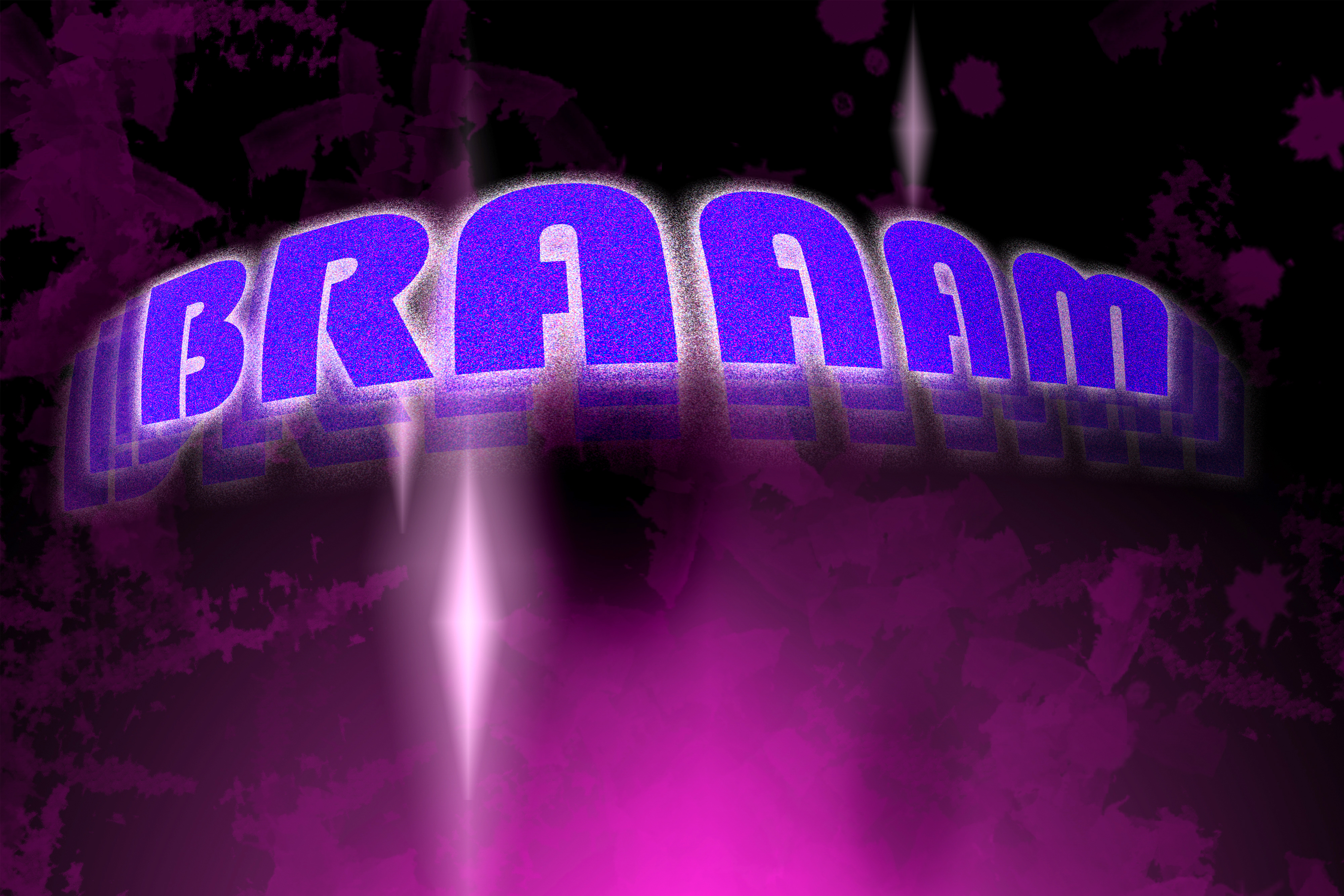
可视化的BRAAAM音效

BRAAAM是一段低沉但响亮的音效，可以通过铜管乐器来发出，不过有时也可以通过钢琴发出。《好莱坞报道》的资深作家塞思·阿布拉莫维奇称这一音效像是“打了雄性激素的雾号声，给人一种末世般的庄严感。”纪录片《乐谱》（Score）的制片人称这一音效是“现代预告片的主要元素，这一声音通常被用于对重要出场事物的特写。”文学学者阿德里安·多布则称这一音效是“身着弹力连体裤的人处于德拉克洛瓦式画面时发出的声响，正如好莱坞所决定的那样。众所周知，当预告片结束并黑幕淡出时，就会发出这样的声响。”此外多布还认为BRAAAM音效与20世纪70年代大片配音形成了鲜明的对比，这些大片的配乐先是通过现实世界中的声音给观众提供现实的氛围，而后逐步过渡到虚构世界的氛围。而BRAAAM音效则让观众感到震撼，和现实世界的声音直接就形成了强烈的反差。

## 起源
BRAAAM音效的起源目前存在争议。很多人认为这一音效起源于《盗梦空间》这部电影，不过很多该电影的制作人都表示这部电影只是起到了推波助澜的作用。为《盗梦空间》创作这段音效的汉斯·季默表示，他的创作目的是按照剧本的要求提供一段“低沉、响亮且犹如远方号角的声音。”他还表示这段声音是在教堂中用铜管乐器和踩下踏板的钢琴共同演奏的，在此基础上他还添加了一些电子杂音。
《盗梦空间》的第一个预告片是由迈克·扎林、戴夫·罗森塔尔与劳里·布朗合作完成的，当时他们采用了地铁运行时发出的以及各种拟声音效来适配预告片中的场景。迈克·扎林还被要求按照以下画面来创作配音：“先把手埋在沙土中，然后将手向上抬升，接下来手突然出现在眼前。”对于这一要求，罗森塔尔提议扎林采用“能让整个房间变清爽”的声音，布朗则提议扎林采用“黄铜边框的鸣响声”。根据扎林的说法，这一音效的创作启发了他在第二个纪录片中采用BRAAAM音效的想法。不过最终配音采用了季默所创的音效，该音效是基于艾迪特·皮雅芙的作品《我无怨无悔》的慢放版创作的。尽管这一音效在情节推进中起到了重要的作用，但扎林指责季默在接受《Vulture》采访时抢了太多的功劳。季默后来告诉纪录片《乐谱》的制片人，其他很多电影将BRAAAM音效只是用于场景之间的过度，但《盗梦空间》的创新之处在于将其应用于叙事。
扎克·海姆西在为《盗梦空间》第三个纪录片配乐时将BRAAAM的合成号角声加入了进去，这一声音由于其嘹亮的音量而在互联网上受到了广泛好评。海姆西并未吹嘘自己是这段音效的原创，不过他认为将这段音效用作音乐的一部分是他自己的一大创新。
尽管现在普遍认为《盗梦空间》是这段音效最初的普及者，但在此之前已经有很多电影皆使用了这段音效。扎林指出2007年电影《变形金刚》采用了这段音效，而阿布拉莫维奇则指出2009年电影《第九区》也采用了这段音效。在海姆西看来这段音效的创作不是单独某个人的功劳，而是旧音乐设备更新换代的结果。博比·古姆在很多预告片的制作中皆采用了BRAAAM音效，他告诉《好莱坞报道》，尽管这一音效自《盗梦空间》以来已经被用滥了，但其作为战斗的号召依旧颇具穿透力。

## 普及
根据影评网站独立一线在2013年的说法，BRAAAM音效在各大电影预告片中无处不在，并且和音乐与电影原声一样极具辨识度。由于这一音效已经成为了很多动作类电影配乐的蓝本，因此季默在一开始时并不喜欢它。除《盗梦空间》以外，在预告片中使用了BRAAAM音效的电影还有《变形金刚3》（2011年）、《普罗米修斯》（2012年）、《复仇者联盟》（2012年）、《超级战舰》（2012年）、《极乐空间》（2013年）、《僵尸世界大战》（2013年）、《星际迷航：暗黑无界》（2013年）、《巨人捕手杰克》（2013年）、《特种部队2：全面反击》（2013年）、《环太平洋》（2013年）、《疯狂的麦克斯：狂暴之路》（2015年）、《碟中谍5：神秘国度》（2015年）以及《蝙蝠侠大战超人：正义黎明》（2016年）。
自BRAAAM的戏仿文化成为潮流以来，很多电影制片人在其作品中对这一音效进行了改编及套用。例如在《侏罗纪世界》（2015年）的预告片中，就包含以BRAAAM音效为蓝本所创作的恐龙叫声音效。